# Titan Quest (ゲーム)
『Titan Quest』（タイタンクエスト）は、2006年に発売されたギリシア神話などをモチーフとしたハックアンドスラッシュ系アクションRPGである。なお、2007年に拡張パック『Immortal Throne』が発売されている。2016年9月には、IPを受け継いだTHQ NordicからTitan Quest Anniversary Editionが発売された。

## 概要
ステージは「古代ギリシア」、「古代エジプト」、「オリエント」の3つ（拡張パック導入で「黄泉の国」が追加され4つとなる）である。例えば、ギリシアではケンタウロスやサチュロスなどが、エジプトではマミーなどが敵モンスターとして登場する。また、ギリシアではパルテノン神殿、エジプトではピラミッド、オリエントではバビロンの空中庭園、黄泉の国ではエリュシオンなどが冒険の舞台となる。
視点はクォータービューであり、マウスホイールを回転させる事によりプレイヤーキャラ（以降プレイヤーと表記）を基点として周囲を拡大、縮小する事ができる。
ゲーム自体（拡張版も含）は日本語化されていないが、日本で発売されているパッケージ版には日本語マニュアルが付属している。なお、非公式ではあるがゲーム自体も有志によって日本語化されている。

## ゲーム内容
プレイヤーは物語を進める上で必要なメインクエストを達成して行く事になるが、それ以外にもサイドクエストと呼ばれるたくさんの簡単な冒険も用意されている。
プレイヤーは8つ（拡張パック導入でDreamマスタリーが追加され、9つとなる）のマスタリー（職業）から、最大2つを選択する事ができる（1つのみ選択しても良いし、全く選択しなくても良い）。
キャラクター毎に、難易度Normal（初級）をクリアすると、難易度Epic（中級）をプレイする事ができるようになる。同様にEpicをクリアすると、難易度Legendary（上級）をプレイする事ができるようになる。

## キャラクター

### プレイヤー
マスタリーには、以下のものがある。各マスタリーはそれぞれ20個のスキル（特殊能力）を持っている。
- Warfare：戦士タイプであり、主に近接系戦闘を強化できる。片手ずつに武器を持つ事ができる（二刀流）。
- Defense：防御にもウェイトを置いた戦士タイプであるが、盾を使って積極的に攻撃を行う事ができる。
- Hunting：弓や槍での戦闘を強化できる。
- Rouge：アサシンタイプ。ナイフ投げや毒の強化などを使用できる。
- Earth：炎を用いた遠距離攻撃スキルを持つ。
- Storm：氷や雷を用いた遠距離攻撃スキルを持つ。
- Nature：自然の力を用いての回復や各種召喚を行う事ができる（召喚スキル自体はDefenseマスタリー以外の全マスタリーが持つ）。
- Spirit：ネクロマンサータイプ。リッチキングの召喚や対アンデッドモンスターに特化した攻撃や防御を行う事ができる。
- Dream：遠近両用の攻撃を備えている。電撃を用いての近距離や遠距離攻撃を行う事ができる。

プレイヤーはレベルが上がるなどにより、ステータスポイントとスキルポイントを獲得する。ステータスポイントは体力（Health）などの自分のステータスを上げるのに使用し、スキルポイントは新しいスキルを覚えるか、スキルを強化するのに使用する（同じスキルでもスキルポイントを追加した方が、攻撃力などが強力になる）。
プレイヤーが使用できる防具やアクセサリには、鎧・兜・靴・篭手・盾・ネックレス・指輪2つ・アーティファクト（後述）がある。
プレイヤーが使用できる武器には、片手用武器（剣・斧・棍棒・槍に大別される）と両手用武器（弓・杖に大別される）がある。両手用武器を装備した場合には、盾を同時に装備する事ができない。また、遠距離攻撃できる武器は弓と杖のみであり、杖は、炎・氷・雷のいずれかで攻撃する。
武器や防具・アクセサリは、次のランクに大別できる。
- 灰色：壊れたアイテム
- 白色：ノーマルアイテム
- 黄色：マジックアイテム
- 緑色：マジックアイテム（黄色より多少レア）。
- 緑色：モンスター固有レア装備も「緑色」である。
- 青色：エピックアイテム（レア）
- 紫色：レジェンダリーアイテム（レア）

武器や防具・アクセサリは、チャームやレリックと呼ばれるアイテムを付加する事で強化する事ができる（付加できない武器・防具・アクセサリもある）。

### NPC
- 商人：アイテムや武器・防具・アクセサリの売買を行う。
- キャラバンの御者：キャラクター毎の倉庫および、キャラクター共有の倉庫（拡張パック導入のみ登場）。
- ミスティック（Mystic）：スキルに割り振られたスキルポイントを、有料で元に戻す事が可能。
- 魔法使い：以下の2つの役割がある（拡張パック導入のみ登場）。
  - 武器や防具・アクセサリに付加したレリックやチャームを、有料で分離する事が可能。ただし、どちらか（武器や防具・アクセサリか、レリック・チャームか）を選択し、選択しなかったものは消滅する。
  - アーティファクトの合成。

## 拡張パック
拡張パックを導入すると、先述したようにステージが1つ増え、マスタリーも1つ増え、NPCにキャラバンの御者と魔法使いが追加される。それ以外の大きな変更点としては、以下がある。
- スクロール（巻物）：時間制限で、召喚、自分の強化、敵へのダメージなどを行う使い捨てタイプのアイテム。商人より購入できるが高価である。
- アーティファクト：レシピ（製法）と、レリックやチャーム、スクロール、下位のアーティファクトなどの材料で合成するアクセサリの1種。様々な能力強化だけでなく、アーティファクト専用スキル（召喚や攻撃など）を持つものもある。Lesser（下級）、Greater（上級）、Divine（最上級）の3つのランクがあり、各ランク毎に数十種類のアーティファクトがある。